# بابی کمپل (بازیکن فوتبال اهل اسکاتلند)
بابی کمپل (انگلیسی: Bobby Campbell (Scottish footballer)؛ ۲۸ ژوئن ۱۹۲۲ – ۴ مهٔ ۲۰۰۹) یک بازیکن فوتبال و مربی اهل اسکاتلند بوده است.
وی سابقه بازی در تیم‌های باشگاه فوتبال فالکیرک، باشگاه فوتبال چلسی و باشگاه فوتبال ریدینگ و همچنین ۵ بازی و ۱ گل ملی برای تیم ملی فوتبال اسکاتلند دارد.